# Alessandro Orlando
Alessandro Orlando (Udine, 1 de junho de 1970) é um ex-futebolista profissional italiano que atuava como defensor.

## Carreira
Alessandro Orlando começou na Udinese.